# Моргенштерн, Израиль Маркович
Израиль Маркович Моргенштерн (5 ноября 1903, Баронча, Сорокский уезд, Бессарабская губерния — 25 сентября 1941, Микауцы, Страшенский район, Молдавская ССР) — деятель компартии Румынии, секретарь Бессарабского подпольного обкома партии (1936—1937).

## Биография
Родился в бессарабском селе Баронча (ныне Дрокиевского района Молдовы). Окончил Сорокскую агротехническую гимназию (1927), затем преподавал в частной гимназии. Участвовал в подпольном революционном движении с гимназических лет. В 1930—1931 годах был секретарём Сорокского подпольного уездного комитета коммунистической партии Румынии, был арестован и до 1934 года отбывал заключение в тюрьмах Галата и Дофтана.
После освобождения работал в Генеральном совете унитарных профсоюзов Румынии, затем вновь был арестован. В 1936—1937 годах — секретарь Бессарабского подпольного областного комитета коммунистической партии Румынии. В 1937—1940 годах — вновь секретарь Сорокского комитета партии, сменив на этом посту Ю. А. Короткова. После присоединения Бессарабии к СССР в 1940 году и до начала Великой Отечественной войны был председателем Исполнительного комитета Сорокского городского совета.
В сентябре 1941 года был назначен членом республиканского партийного центра для организации партизанской работы на оккупированной территории. 25 сентября 1941 года в качестве связного диверсионной группы из девяти членов Центра (секретарь Центра А. М. Терещенко, заместители М. Я. Скворцов и П. Я. Мунтян, связные Я. Т. Богуславский, С. П. Брухис, Э. С. Гринберг, И. И. Гринман, И. М. Моргенштерн, Я. М. Маслов) был заброшен на оккупированную территорию в районе села Драсличены Страшенского района недалеко от Кишинёва, где группа была обнаружена немецким карательным отрядом. Двое членов группы погибли в бою, четверо покончили с собой и ещё трое были расстреляны немцами. Останки пятерых связных диверсионной группы, в том числе И. М. Моргенштерна, были обнаружены в начале 1971 года и перезахоронены в братской могиле. В 1979 году на месте захоронения на окраине села Ратуш (теперь в составе коммуны Драсличены Криулянского района) был установлен памятник, ныне частично разрушенный.
Указом Президиума Верховного Совета СССР от 10 мая 1965 года И. М. Моргенштерн был посмертно награждён орденом Отечественной войны II степени. Его именем была названа улица в Сороках.